# Ángela Bachiller
Ángela Covadonga Bachiller Guerra (Valladolid, 1983) es una concejala de la provincia de Valladolid por el Partido Popular. Se convirtió en la primera edil española con síndrome de Down el 29 de julio de 2013. Bachiller había trabajado previamente como asistente de administración en el Ayuntamiento de la ciudad durante dos años y medio. 
Bachiller se había presentado a las elecciones municipales de 2011 en el número 18 de la lista del Partido Popular, que logró 17 concejales. Tuvo la oportunidad de incorporarse al equipo del consistorio tras la dimisión de un compañero del partido acusado de corrupción.
Ángela Bachiller fue además la primera persona con síndrome de Down en obtener el título de Formación Profesional de Castilla y León.
El alcalde Francisco Javier León de la Riva describió a Bachiller como "un ejemplo de fuerza y de alguien venciendo obstáculos", mientras su jefa en el departamento de bienestar social de Valladolid, Rosa Hernández, dijo: "Algo fundamental es que su familia  no le sobreprotege. Es tenaz y capaz de llevar a cabo su trabajo en todo momento."
El Partido Socialista (PSOE), en la oposición, apoyó la incorporación de Bachiller, subrayando que veían su incorporación como "algo perfectamente normal" y esperando que el logro "anime a otras personas en su situación a jugar un papel cada vez mayor en la sociedad".

## Reconocimientos
- Premio Ical al Compromiso Humano por la provincia de Valladolid. [7]